# Kawano Takashi
Kawano Takashi (sinh ngày 17 tháng 6 năm 1996) là một cầu thủ bóng đá người Nhật Bản.

## Sự nghiệp câu lạc bộ
Kawano Takashi hiện đang chơi cho Giravanz Kitakyushu.